# تپه بردگلوامار
تپه بردگلوامار مربوط به دوران پیش از تاریخ ایران باستان است و در شهرستان کوهدشت، بخش مرکزی، روستای امار واقع شده و این اثر در تاریخ ۱۷ اسفند ۱۳۸۱ با شمارهٔ ثبت ۷۹۶۳ به‌عنوان یکی از آثار ملی ایران به ثبت رسیده‌است.